# The Prosthetic Cubans
The Prosthetic Cubans (Los cubanos postizos) je studiové album amerického hudebníka Marca Ribota, nahrané za doprovodu stejnojmenného uskupení a vydané v roce 1998 společností Atlantic Records. Produkoval jej J. D. Foster, který s Ribotem spolupracoval na řadě dalších alb. Jde o jedno ze dvou alb, která Ribot nahrál za doprovodu Los cubanos postizos („Falešní Kubánci“) a hrál na něm kubánskou hudbu, druhé vyšlo o dva roky později pod názvem ¡Muy Divertido!
Kromě členů skupiny, kterými byli kromě Ribota (kytara) basista Brad Jones, perkusionista E. J. Rodriguez a bubeník Roberto Juan Rodriguez, na albu hrají mj. John Medeski, Anthony Coleman a Ribotův bratr Gregory. Coleman se skupinou vystupoval také při koncertech. Kromě jedné autorské skladby obsahuje Ribotovy interpretace kubánských písní, v šesti případech od Arsenia Rodrígueze, kterému je deska věnována, a po jedné od Alfreda Boloni, Luise Martíneze Griñána a Inacia Ríose.
Týdeník Chicago Reader album označil za jedno z „nejzábavnějších roku.“

## Seznam skladeb
| Pořadí         | Název                        | Autor                | Délka |
| -------------- | ---------------------------- | -------------------- | ----- |
| 1.             | Aurora en Pekín              | Alfredo Boloña       | 5:31  |
| 2.             | Aquí como allá               | Arsenio Rodríguez    | 4:51  |
| 3.             | Como se goza en el barrio    | Arsenio Rodríguez    | 3:29  |
| 4.             | Postizo                      | Marc Ribot           | 4:55  |
| 5.             | No me llores más             | Luis Martinez Griñán | 5:39  |
| 6.             | Los teenagers bailan changui | Arsenio Rodríguez    | 4:49  |
| 7.             | Fiesta en el solar           | Arsenio Rodríguez    | 5:05  |
| 8.             | La vida es un sueño          | Arsenio Rodríguez    | 3:30  |
| 9.             | Esclavo tristé               | Arsenio Rodríguez    | 6:06  |
| 10.            | Choserito plena              | Inacio Ríos          | 2:46  |
| Celková délka: | Celková délka:               | Celková délka:       | 46:41 |

## Obsazení
- Marc Ribot – kytara, trubka, zpěv
- Brad Jones – basa
- E. J. Rodriguez – perkuse, zpěv
- Roberto Juan Rodriguez – bicí, perkuse, zpěv
- John Medeski – varhany (2, 4, 5, 8), Mellotron (5)
- Anthony Coleman – varhany (3, 6)
- Gregory Ribot – barytonsaxofon (10)
- Madeline Hunt-Ehrlich – zpěv (4)
- Mattan Ingram – zpěv (4)
- Miles Ingram – zpěv (4)